# Atanas Margaritov
 (août 2013).
Atanas Atanassov Margaritov, né à Harmanli, (district de Haskovo) en Bulgarie, le 25 janvier 1912 et décédé à Sofia le 20 septembre 1998, est un violoniste et chef d'orchestre,citoyen d'honneur de la ville de Sofia et médaillé de l'ordre de Cyrille et Méthode (1er degré)[réf. nécessaire].

## Biographie
Atanas Margaritov a étudié au conservatoire d'État de Bulgarie et au conservatoire d'État de Vienne (Autriche) avec le professeur Felix von Weingartner. 
Il a gagné le prix Dimitrov, ainsi que le prix mondial au festival de Montreux (Suisse) en 1973[réf. nécessaire], avec l'opéra La Khovanchtchina. 
Il a été chef d'orchestre du chœur Kaval en 1939, à l'opéra national de Sofia en 1940, de l'Orchestre philharmonique de Sofia de 1944 à 1945, ainsi que de l'orchestre de chambre de Bulgarie en 1967. Il a aussi donné des cours au conservatoire national de Sofia de 1950 à 1960[réf. nécessaire]. 
Le 23 mai 1973, il se maria à Youlia Borissova Popova et il n'eut qu'un fils, Stefan, né le 9 août 1975.
Il a ensuite été chef d'orchestre de l'opéra de Gand (Belgique) de 1973 à 1981, puis de l'Opéra de Dijon (France), de 1982 jusqu'à sa retraite en 1990, à Saint-Raphaël (France). 
De nombreux artistes ont débuté sous sa baguette, comme Placido Domingo, Mirella Freni, Boris Christoff et Nicolai Ghiaurov[réf. nécessaire].